# Castell Palau de l'Abat
El Castell Palau de l'Abat o Castell de Vila-sacra és un edifici del municipi de Vila-sacra (Alt Empordà) declarat bé cultural d'interès nacional. És un antic monestir que pertanyia al monestir benedictí de Sant Pere de Rodes. S'ha rehabilitat i des del 2011 acull la Casa de la vila del municipi.

## Descripció
Les restes de l'antic castell de Vila-sacra estan situades prop de l'església, a la banda de ponent. És remarcable la torre de planta circular i forma troncocònica d'uns 14 metres d'alçada, diàmetre exterior a la base de 9,70 m i a l'interior de 4,20. El seu mur fa 2,75 metres de gruix. A la meitat inferior (fins a uns 8 m) presenta un aparell irregular, de mides petites encara que formant fileres. El parament superior es divideix en dues parts: la central, amb carreus regulars afilerats i la de coronament, d'aparell novament irregular. Els tres tipus d'aparells indiquen tres fases en la construcció. La torre no posseeix espitlleres o obertures antigues. Hi ha una porta a l'altura de la segona planta d'origen antic que queda a l'interior de la part habitada del palau.
Al costat de migdia d'aquesta torre hi ha adossat un edifici de planta rectangular que malgrat trobar-se en un estat de conservació molt dolent, conserva encara alguns elements d'època gòtica; hi són remarcables la finestra geminada gòtica amb arcs trilobulats sense columna ni capitell del mur de llevant i el gran arc apuntat de la banda nord. També hi ha restes d'espitlleres a la part baixa. Hi ha una torre de planta rectangular a ponent. Pertanyents a les reformes del 1798 són les obertures rectangulars i la casa que s'adhereix a la banda occidental de la torre circular.
La torre té adossades construccions a migdia i ponent. A la part restant el parament presenta algunes alteracions o destruccions puntuals d'èpoques tardanes. Les edificacions molt més tardanes situades vers el nord i un casalot adossat a la façana gòtica a l'extrem de llevant del conjunt, es pot comprovar que es drecen parcialment sobre fonaments de murs antics, però de datació impossible de precisar en l'estat actual.

## Història

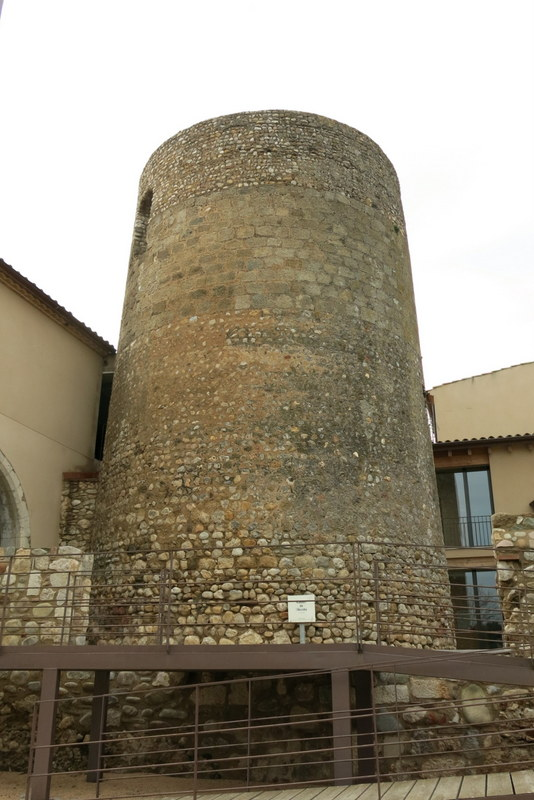
Castell Palau de l'Abat Torre circular (març 2015)

És un castell termenat documentat el 1226. Dit també l'Abadia per haver-hi residit a finals del segle xviii la comunitat de Sant Pere de Rodes. Apareix documentat com a possessió dels Cruïlles-Peratallada a la primera meitat del segle xiii. L'any 1226, Gilabert de Cruïlles i la seva muller Cecília el vengueren, amb les seves pertinences, termes, parròquia i jurisdicció a Arnau de Foixà però només mentre visqués. El 1240 l'abat Ponç del monestir benedictí de Sant Pere de Rodes va comprar el castell a Gilabert de Cruïlles, iniciant el progressiu augment del poder del monestir al castell i terme de Vila-sacra. Entre els segles xiii i XVIII hi ha moltes notícies d'aquest domini.
A finals del segle xiii es produïren diversos litigis entre l'abadia i els comtes d'Empúries per dominis i jurisdiccions. L'any 1303, Ponç V d'Empúries signà un compromís per amenaça d'excomunió. No obstant, els litigis continuaren però el monestir va aconseguir el poder absolut sobre les jurisdiccions dels castells de Vila-sacra, el Far i Marzà. L'any 1402, el rei Martí l'Humà, en accedir al títol de comte d'Empúries, renovà els drets del monestir.
A finals del segle xviii, la comunitat de Sant Pere de Rodes decidí abandonar el monestir, molt envellit i insegur i traslladar-se a Vila-sacra. El 1794 van començar les obres en el castell. Esclatà la Guerra Gran amb els monjos encara residint en el vell cenobi que fou saquejat per les tropes franceses el 1797. Un any després, els monjos es van instal·lar a Vila-sacra. El 1809 amb el decret d'abolició dels ordes religiosos pel rei Josep Bonaparte, la comunitat es va dispersar. El 1814 van tornar al castell i el 1818 van traslladar-se a Figueres. Amb les lleis d'exclaustració i desamortització de Mendizábal les finques del monestir passaren a mans de l'Estat. El Castell de l'Abat de Vila-sacra estava format per la casa, el corral i l'hort que fou subhastat i adquirit per Ignasi Salleras.
Els elements conservats de l'antic castell de Vila-sacra corresponen a èpoques diverses. La part baixa de la torre, és la més antiga: pot ser datada al segle xi. La tercera planta, al voltant dels segles xiii i xiv, mentre que el coronament sembla que va ser bastit durant el segle xvi. Pel que fa al palau, alguns elements gòtics segurament pertanyen als segles XV-XVI, encara que les diverses obertures rectangulars i la construcció afegida a la torre per la seva banda de ponent, segurament daten del segle xviii, quan s'hi traslladà la comunitat monàstica de Sant Pere de Rodes. Durant la Guerra del Francès l'edifici resultà molt malmès.